# Thượng viện Cộng hòa Dân chủ Congo
Thượng viện là thượng viện của Quốc hội nước Cộng hoà Dân chủ Congo.
Trong thời kỳ chuyển tiếp tại Cộng hòa Dân chủ Congo (2003 - 2006), Thượng viện, ngoài vai trò Lập pháp, còn có nhiệm vụ soạn thảo hiến pháp mới của đất nước. Nhiệm vụ này đã thành hiện thực với việc thông qua dự thảo trong Quốc hội vào tháng 5 năm 2005 và được người dân Congo chấp thuận, trong một cuộc trưng cầu dân chủ thành công vào ngày 18 và 19 tháng 12 năm 2005.
Chủ tịch hiện tại của Thượng viện là Alexis Thambwe Mwamba, được bầu vào tháng 5 năm 2007, Tổng thư ký là David Byaza Sanda Lutala. Thượng viện gần đây nhất đã tuyên thệ vào ngày 28 tháng 1 năm 2019.